# Die Mündigen Bürger
Die Mündigen Bürger (Kurzform: Mündige Bürger) war eine Partei in der Bundesrepublik Deutschland.
Die Partei entstand aus verschiedenen Initiativen im Umfeld der Medizinjournalistin und Esoterikerin Erika Herbst. Mit einer rechtskonservativen Programmatik und einem organisatorischen Schwerpunkt in Bayern wandte sie sich vor allem an enttäuschte CSU-Wähler. Ihr Programm bestand vor allem aus Hinweisen auf mehr oder weniger bekannte Professoren, die Lösungen zu bestimmten gesellschaftlichen Problemen erarbeitet hätten. Diese Ansätze wurden weder in Bezug zueinander gesetzt, noch hinterfragt, so dass die politischen Forderungen dieser Gruppe einen ausgesprochen eklektizistischen Charakter hatten. Ein besonderes Engagement der Gründerin, Vordenkerin und Vorsitzenden Erika Herbst galt der Verteidigung des Apartheid-Systems Südafrikas. Nach einem Besuch schätzte sie es als „der Mentalität der Schwarzen entsprechend“ ein und setzte in ihrer Partei einen Fernsehspot zur Bundestagswahl 1987 mit diesem Thema durch.
Die Vereinigung wurde am 30. August 1975 gegründet. Zur Europawahl 1984 trat die Wählergemeinschaft mündiger Bürger als sonstige politische Vereinigung an und erzielte 52.753 Stimmen (0,2 %). Die Partei trat zur Bundestagswahl 1987 in 5 von 10 Bundesländern mit eigenen Listen an und erreichte insgesamt 24.830 Stimmen (0,065 %). Bei der Europawahl 1989 trat die Partei ebenfalls an und erreichte 32.246 Stimmen (0,1 %). Auch für die Landtagswahlen in Nordrhein-Westfalen 1985 (925 Stimmen; 0,0 %) und Hessen 1987 (129 Stimmen; 0,0 %) stellten Die Mündigen Bürger Listen auf, blieben jedoch bedeutungslos. In Bayern kam es zur zeitweiligen Zusammenarbeit mit der Freiheitlichen Volkspartei (FVP), einer Abspaltung der Republikaner um Franz Handlos. Eine Bürgerinitiative mit dem Namen „Mündige Bürger“ zum Thema „alternative Krebstherapie“ unter Führung von Erika Herbst besteht weiterhin.